# 木枯らしの舗道
「木枯らしの舗道」（こがらしのほどう）は、天地真理の通算12枚目のシングル。1974年12月10日発売。発売元はCBS・ソニー（現：ソニー・ミュージックレーベルズ）。売上12万枚

## 解説
- 編曲は穂口雄右が天地のシングルでは初めて担当。
- デビュー曲の「水色の恋」から前作の「想い出のセレナーデ」までのシングルは、連続11曲でオリコンチャートの週間10位以内に入っていたが、同曲で初めて10位以内のランクインを逃した。また、オリコン年間ランキング（1975年度）で100位以内に入ったのも、同曲が最後となった。

## 収録曲
- 全曲作詞：山上路夫／作曲：森田公一

1. 木枯らしの舗道
編曲：穂口雄右
2. ブランコ
編曲：竜崎孝路

## 収録作品
- GOLDEN☆BEST 天地真理 コンプリート・シングル・コレクション・アンド・モア
- 天地真理 プレミアム・ボックス　-　歌手デビュー35周年記念CD-BOX